# Hội Nhà báo Ba Lan
Hội Nhà báo Ba Lan (tiếng Ba Lan: Stowarzyszenie Dziennikarzy Polskich, viết tắt là SDP) là Hội các nhà báo Ba Lan, thành lập từ năm 1989 và là thành viên của Liên đoàn Nhà báo Quốc tế. Đây là tổ chức báo chí lâu đời nhất ở Ba Lan, có hơn 2700 thành viên tại 16 chi nhánh khu vực, đặt ở thành phố lớn của Ba Lan .

## Lịch sử
Hiệp hội các nhà báo Ba Lan (viết tắt: SDP) thành lập vào ngày 11 tháng 3 năm 1951 dưới thời Stalin, thay thế Liên hiệp các nhà báo của Cộng hòa Ba Lan (tiếng Ba Lan: Związku Zawodowego Dziennikarzy RP) .
Sau khi áp dụng thiết quân luật tại Ba Lan, nhà chức trách nhà nước cho giải thể SDP, thành lập Hội Nhà báo Cộng hòa Nhân dân Ba Lan. Sau năm 1989, SDP tái hoạt động và Hội Nhà báo Cộng hòa Nhân dân Ba Lan đổi tên thành Hội Nhà báo Cộng hòa Ba Lan (tiếng Ba Lan: Stowarzyszenie Dziennikarzy Rzeczypospolitej Polskiej). Năm 1995, Hiến chương Đạo đức Truyền thông Ba Lan được thành lập và ký kết theo sáng kiến của SDP. Trong cơ cấu của SDP, Trung tâm Giám sát Tự do Báo chí Ba Lan thành lập năm 1996, có nhiệm vụ công khai lập trường và hỗ trợ các nhà báo trong trường hợp bị đe dọa đến quyền tự do ngôn luận và tự do báo chí.
Năm 1995, theo sáng kiến của SDP, Đại học Báo chí ngoài công lập mang tên Melchior Wańkowicz tại Warszawa thành lập. Sau vài năm hoạt động, trường không còn đủ kinh phí hoạt động và đóng cửa vào năm 2013.
Năm 2001, SDP đã đóng góp vào việc thông qua luật tiếp cận thông tin công cộng, hỗ trợ dự án được phát triển tại Trung tâm Adam Smith.
Chủ tịch danh dự của SDP: Stefan Bratkowski, Krystyna Mokrosińska , chủ tịch hội đồng quản trị Krzysztof Skowroński.

## Chủ tịch Hội đồng quản trị của SDP
- Henryk Korotyński (1951–1955)
- Tadeusz Galiński (1955-1956)
- Wiktor Borowski (1956)
- Stanisław Brodzki (1956–1958)
- Mieczysław Rakowski (1958–1961)
- Henryk Korotyński (1961–1964)
- Stanisław Mojkowski (1964–1974)
- Jan Mietkowski (1974–1978)
- Józef Barecki (1978–1980)
- Stefan Bratkowski (1980–1982 [2], 1989–1990)
- Maciej Iłowiecki (1990–1993)
- Ignacy Rutkiewicz (1993–1995)
- Andrzej Sawicki (1995–1998)
- Krystyna Mokrosińska (1998–2001, 2001–2011)
- Krzysztof Skowroński (từ năm 2011)

## Trụ sở chính

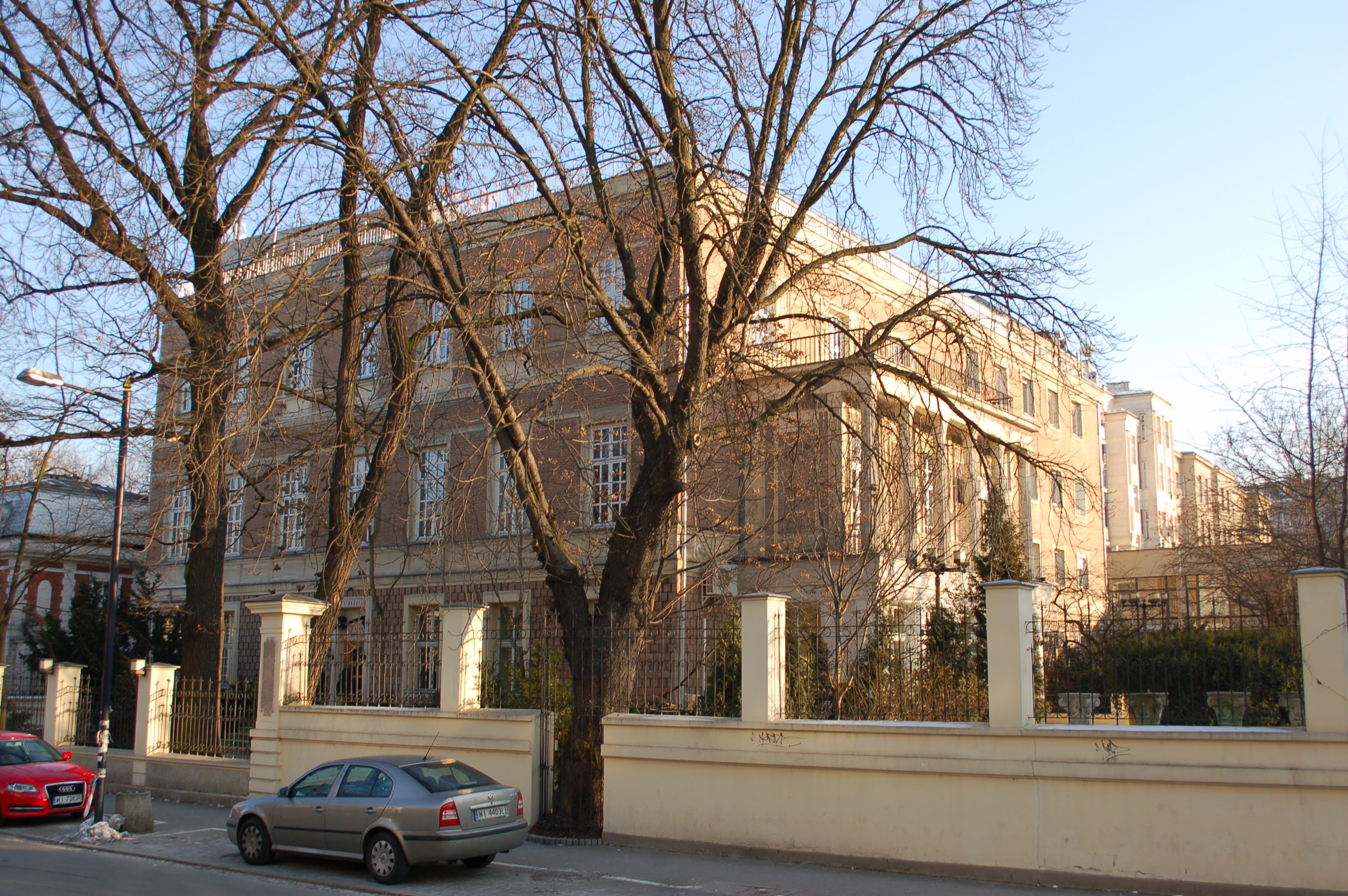
Trụ sở của Hiệp hội là tòa nhà có địa chỉ số 3 đường Foksal.

Tòa nhà tọa lạc tại số 3–5 đường Foksal, thời xưa tòa này là Cung điện Wołowski. Từ năm 1922 đến năm 1930, đây là trụ sở của hai quân đoàn Hoa Kỳ (1922–1930) và Na Uy (1930–1939). Trong thời kỳ Cộng hòa Nhân dân Ba Lan, tòa nhà mang tên Julian Bruno, một nhà báo và nhà phê bình văn học người Ba Lan-Liên Xô 